# کوه تندورک
کوه تندورک (به لاتین: Mount Tendürek) (به ارمنی: Թոնդրակ) یک کوه و آتشفشان در ترکیه است که در استان آگری واقع شده‌است. کوه تندورک ۳٬۵۱۴ متر بالاتر از سطح دریا واقع شده‌است.